# Лесозавод (Забайкальский край)
Лесозавод — село в муниципальном районе «Агинский район» Агинского Бурятского округа в Забайкальском крае России.
Входит в состав сельского поселения «Южный Аргалей».

## География
Лесозавод находится на севере района, на реках Аргалей и Кузьмина, на расстоянии около 54 км к северо-западу от административного окружного и районного центра — пгт.Агинское.
Климат
Климат характеризуется как резко континентальный засушливый. Абсолютный минимум температуры воздуха самого холодного месяца (января) составляет −56 °C; абсолютный максимум самого тёплого месяца (июля) — 38 °C. Среднегодовое количество атмосферных осадков составляет 250—380 мм.

## История
Образовано в 1933 году.

## Население
| 2010 | 2021 |
| ---- | ---- |
| 52   | →52  |

национальный состав
Согласно результатам переписи 2002 года, в национальной структуре населения русские составляли 81 % от общей численности в 64 жителя.

## Инфраструктура
Экономика
Развито сельское хозяйство.
Социальные объекты
фельдшерско-акушерский пункт.

## Транспорт
Грунтовая дорога местного значения протяжённостью в 2 км. Выезд на федеральную автодорогу А350 Чита — Забайкальск.